# Ковровский район
Ковро́вский райо́н — административно-территориальная единица (район) и муниципальное образование (муниципальный район) на севере Владимирской области России.
Административный центр — город Ковров (в состав района не входит).

## География
Район расположен на северо-востоке Владимирской области, граничит с Вязниковским, Камешковским, Судогодским, Селивановским районами Владимирской области, а также с Ивановской областью.
Площадь 1817 км² (7-е место среди районов области).
Основные реки — Клязьма, Нерехта, Уводь. Наиболее крупные озёра: Переханово, Малыгинский карьер, Пакино.
Природные ресурсы
Флора района насчитывает 948 видов сосудистых растений.

## История
- Район образован 10 апреля 1929 года[источник не указан 1349 дней] в составе Владимирского округа Ивановской Промышленной области. В его состав вошла территория упразднённого Ковровского уезда Владимирской губернии и части Владимирского и Вязниковского уездов.
- 25 января 1935 года северная часть района вошла в состав вновь образованного Савинского района, два сельсовета на юго-востоке переданы во вновь образованный Никологорский район.
- 1 ноября 1936 года Ковров отнесён к категории городов областного подчинения, выведен из состава района, оставаясь его центром.
- На 1 января 1940 года в состав района входили рабочий посёлок Камешково и 34 сельсовета: Авдотьинский, Алексеевский, Бялковский, Большевсегодический, Брызгаловский, Вахромеевский, Великовский, Волковойновский, Дмитриевский, Иваново-Тынцовский, Иваново-Эсинский, Клюшниковский, Кляземско-Городецкий, Коверинский, Красногривский, Красномаяковский, Крестниковский, Крутовский, Малышевский, Милиновский, Новосельский, Осиповский, Патакинский, Репниковский, Ряховский, Санниковский, Сергеихский, Смолинский, Стародеревенский, Тынцовский, Шашовский, Шиловский, Эдемский[4].
- 10 февраля 1940 года из состава района во вновь образованный Камешковский район были переданы рабочий посёлок Камешково и девять сельсоветов: Брызгаловский, Вахромеевский, Волковойновский, Коверинский, Патакинский, Ряховский, Сергеихинский, Тынцовский, Эдемский.
- С 14 августа 1944 года Ковровский район в составе 24 сельсоветов передан вновь образованной Владимирской области.
- В 1945 году населённые пункты Красный Маяк и Красный Октябрь отнесены к категории рабочих посёлков.
- В 1954 году объединены сельсоветы (с/с): Больше-Всегодический и Больше-Высоковский — в Больше-Всегодический с/с, Бельковский и Шашовский — в Бельковский с/с, Великовский и Крутовский — в Великовский с/с, Иваново-Эсинский и Алексеевский — в Ивановский с/с, Клязьмо-Городецкий, Репниковский и Стародеревенский — в Клязьменский с/с, Клюшниковский и Дмитриевский — в Клюшниковский с/с, Малышевский и Авдотьинский — в Малышевский с/с, Осиповский и Крестниковский — в Осиповский с/с, Санниковский и Красногривский — в Санниковский с/с, Смолинский, Красномаяковский и Милиновский — в Смолинский с/с.
- В 1958 году посёлок Мелехово отнесён к категории рабочих посёлков, упразднены сельсоветы: Бельковский с перечислением населённых пунктов в состав Великовского с/с, Шиловский с перечислением населённых пунктов в Ивановский с/с.
- В 1959 году упразднён Новосельский с/с с передачей его территорию в состав Ивановского с/с.
- 1 февраля 1963 года образован Ковровский сельский район (центр — город Ковров) в составе 17 сельсоветов: девять сельсоветов Ковровского района (Большевсегодичский, Великовский, Ивановский, Клюшниковский, Клязьменский, Малышевский, Осиповский, Санниковский, Смолинский); 6 сельсоветов  Камешковского района и 2 сельсовета Никологорского района. 12 июня 1963 года в состав района из Палехского сельского района Ивановской области передан Сельцовский с/с.
- 12 января 1965 года Ковровский сельский район преобразован в Ковровский район в составе рабочих посёлков Мелехово, Красный Маяк, Красный Октябрь, а также 11 сельсоветов  (Больше-Всегодичевский, Великовский, Ивановский, Клюшниковский, Ключиковский, Клязьменский, Малышевский, Осиповский, Санниковский, Сельцовский, Смолинский), шесть сельсоветов перешли в Камешковский район; один — Вязниковский район.
- В 1972 году образован Павловский с/с с включением в его состав части населённых пунктов Ивановского с/с. Перенесены: центр Великовского с/с в посёлок Новый, сельсовет переименован в Новосельский, центр Ключиковского с/с — в деревню Шевинскую, сельсовет переименован в Шевинский, центр Малышевского с/с — в деревню Ручей, сельсовет переименован в Ручьевский, центр Сельцовского с/с — в село Пантелеево, сельсовет переименован в Пантелеевский.
- В 1987 году объединены Павловский с/с и Ивановский с/с — в Ивановский с/с.
- В 1993 вновь образован Павловский с/с с передачей в него части населённых пунктов Ивановского с/с[5].
- В 1998 году в результате реформы все сельские советы преобразованы в сельские округа.
- В 2003 году образованы Красномаяковский, Краснооктябрьский и Мелеховский сельские округа.
- В 2004 году рабочие посёлки Красный Маяк и Красный Октябрь отнесены к сельским населённым пунктам.

## Население
| 1929    | 1939    | 1959    | 1970    | 1979    | 1989    | 2002    | 2009    | 2010    |
| ------- | ------- | ------- | ------- | ------- | ------- | ------- | ------- | ------- |
| 110 387 | ↘79 101 | ↘39 083 | ↗39 365 | ↘36 002 | ↘30 044 | ↗31 148 | ↘29 797 | ↗31 477 |
| 2011    | 2012    | 2013    | 2014    | 2015    | 2016    | 2017    | 2018    | 2019    |
| ↘31 396 | ↗31 525 | ↘31 516 | ↘31 355 | ↘31 333 | ↘31 234 | ↗31 239 | ↘30 937 | ↘30 748 |
| 2020    | 2021    |         |         |         |         |         |         |         |
| ↘30 612 | ↘30 174 |         |         |         |         |         |         |         |

### Урбанизация
В городских условиях (пгт Мелехово) проживают 21.74 % населения района.

### Национальный состав
По итогам переписи населения 2020 года проживали следующие национальности (национальности менее 0,1 % и другое, см. в сноске к строке «Другие»):
| Национальность | Численность, чел. | Доля     |
| -------------- | ----------------- | -------- |
| Русские        | 27 985            | 92,74 %  |
| Таджики        | 104               | 0,34 %   |
| Украинцы       | 103               | 0,34 %   |
| Татары         | 78                | 0,26 %   |
| Азербайджанцы  | 74                | 0,25 %   |
| Узбеки         | 71                | 0,24 %   |
| Армяне         | 70                | 0,23 %   |
| Цыгане         | 50                | 0,17 %   |
| Другие         | 1639              | 5,43 %   |
| Итого          | 30 174            | 100,00 % |

## Муниципально-территориальное устройство
В Ковровский район как муниципальный район входят 6 муниципальных образований, в том числе 2 городских и 4 сельских поселения:
| №        | Муниципальное образование | Административный центр    | Количество населённых пунктов | Население | Площадь, км2 |
| -------- | ------------------------- | ------------------------- | ----------------------------- | --------- | ------------ |
| 1e-06    | Городское поселение:      |                           |                               |           |              |
| 1        | посёлок Мелехово          | пгт Мелехово              | 1                             | ↘6560     |              |
| 2        | посёлок Доброград         | пгт Доброград             | 1                             | 422       |              |
| 2.000002 | Сельские поселения:       |                           |                               |           |              |
| 3        | Ивановское                | село Иваново              | 30                            | ↗5030     | 515,57       |
| 4        | Клязьминское              | село Клязьминский Городок | 63                            | ↗5520     | 511,18       |
| 5        | Малыгинское               | деревня Ручей             | 37                            | ↘8653     | 250,22       |
| 6        | Новосельское              | посёлок Новый             | 41                            | ↗4411     | 536,13       |

В рамках организации местного самоуправления в 2004 году в новообразованном муниципальном районе были созданы одно городское и три сельских поселения. В 2005 году вместо них выделены одно городское и четыре сельских поселения. В 2022 году выделено второе городское поселение (посёлок Доброград) (из Новосельского сельского поселения).

## Населённые пункты
В районе 173 населённых пункта:
| №   | Населённый пункт          | Тип     | Население | Муниципальное образование |
| --- | ------------------------- | ------- | --------- | ------------------------- |
| 1   | Авдотьино                 | деревня | →62       | Малыгинское               |
| 2   | Аксёниха                  | деревня | ↘79       | Ивановское                |
| 3   | Алачино                   | село    | ↗23       | Новосельское              |
| 4   | Алексеевка                | деревня | ↗8        | Ивановское                |
| 5   | Алексеевское              | село    | ↗54       | Ивановское                |
| 6   | Андреевка                 | деревня | ↗51       | Клязьминское              |
| 7   | Анохино                   | деревня | ↗22       | Новосельское              |
| 8   | Артёмово                  | деревня | ↗17       | Малыгинское               |
| 9   | Ащерино                   | деревня | ↗34       | Клязьминское              |
| 10  | Ащеринский карьер         | посёлок | ↗41       | Клязьминское              |
| 11  | Бабёнки                   | деревня | ↘38       | Новосельское              |
| 12  | Бабериха                  | деревня | ↗37       | Клязьминское              |
| 13  | Бабиковка                 | деревня | ↗10       | Малыгинское               |
| 14  | Бабурино                  | деревня | ↗21       | Новосельское              |
| 15  | Бараново                  | деревня | ↗18       | Новосельское              |
| 16  | Бедрино                   | деревня | ↗21       | Ивановское                |
| 17  | Бельково                  | деревня | ↘136      | Новосельское              |
| 18  | Берчаково                 | деревня | ↗11       | Клязьминское              |
| 19  | Бизимово                  | деревня | ↗71       | Малыгинское               |
| 20  | Близнино                  | деревня | ↗19       | Клязьминское              |
| 21  | Болотский                 | посёлок | ↘288      | Ивановское                |
| 22  | Большаково                | деревня | →9        | Малыгинское               |
| 23  | Большие Всегодичи         | село    | ↗211      | Малыгинское               |
| 24  | Великово                  | село    | ↘166      | Новосельское              |
| 25  | Верейки                   | деревня | ↘7        | Клязьминское              |
| 26  | Верхутиха                 | деревня | ↗105      | Малыгинское               |
| 27  | Восход                    | посёлок | ↘293      | Ивановское                |
| 28  | Высоково                  | деревня | ↗32       | Малыгинское               |
| 29  | Гигант                    | посёлок | ↗767      | Малыгинское               |
| 30  | Глебово                   | деревня | ↘350      | Клязьминское              |
| 31  | Говядиха                  | деревня | ↗25       | Клязьминское              |
| 32  | Голышево                  | деревня | ↗37       | Клязьминское              |
| 33  | Горожёново                | деревня | ↗22       | Новосельское              |
| 34  | Гостюхино                 | деревня | ↘78       | Клязьминское              |
| 35  | Гостюхино                 | станция | ↘25       | Клязьминское              |
| 36  | Гостюхинского карьера     | посёлок | ↘30       | Клязьминское              |
| 37  | Гридино                   | деревня | →133      | Клязьминское              |
| 38  | Дёмино                    | деревня | ↗13       | Новосельское              |
| 39  | Денисовка                 | деревня | ↗40       | Ивановское                |
| 40  | Дмитриево                 | деревня | ↘78       | Новосельское              |
| 41  | Дмитриевское              | деревня | ↗38       | Ивановское                |
| 42  | Доброград                 | пгт     | 422       | посёлок Доброград         |
| 43  | Дорониха                  | деревня | ↗38       | Клязьминское              |
| 44  | Достижение                | посёлок | ↘839      | Клязьминское              |
| 45  | Дроздовка                 | деревня | ↗23       | Новосельское              |
| 46  | Душкино                   | деревня | →8        | Клязьминское              |
| 47  | Ельниково                 | деревня | ↗7        | Новосельское              |
| 48  | Ениха                     | деревня | ↗22       | Клязьминское              |
| 49  | Зайкино                   | деревня | ↗8        | Клязьминское              |
| 50  | Заполье                   | деревня | →0        | Ивановское                |
| 51  | Заря                      | деревня | ↗21       | Новосельское              |
| 52  | Зубцово                   | деревня | ↗35       | Малыгинское               |
| 53  | Ивакино                   | деревня | ↗33       | Малыгинское               |
| 54  | Иваново                   | село    | ↘1393     | Ивановское                |
| 55  | Игониха                   | деревня | →0        | Малыгинское               |
| 56  | Игумново                  | деревня | ↗57       | Клязьминское              |
| 57  | Ильино                    | деревня | ↘228      | Малыгинское               |
| 58  | Канабьево                 | деревня | ↗33       | Клязьминское              |
| 59  | Карики                    | деревня | ↗61       | Клязьминское              |
| 60  | Кирпичного завода         | посёлок | →0        | Клязьминское              |
| 61  | Кисляково                 | деревня | ↗76       | Малыгинское               |
| 62  | Климово                   | деревня | →0        | Малыгинское               |
| 63  | Клюшниково                | деревня | ↗54       | Новосельское              |
| 64  | Клязьминский Городок      | село    | ↘894      | Клязьминское              |
| 65  | Княгинино                 | деревня | ↗14       | Новосельское              |
| 66  | Княгинкино                | деревня | ↗13       | Клязьминское              |
| 67  | Княжская                  | деревня | ↗54       | Клязьминское              |
| 68  | Колуберево                | деревня | ↗1        | Новосельское              |
| 69  | Коромыслово               | деревня | ↗16       | Малыгинское               |
| 70  | Костюнино                 | деревня | ↘10       | Ивановское                |
| 71  | Кочетиха                  | деревня | ↗7        | Клязьминское              |
| 72  | Красная Грива             | деревня | ↗39       | Клязьминское              |
| 73  | Красный Маяк              | посёлок | ↘579      | Ивановское                |
| 74  | Красный Октябрь           | посёлок | ↘814      | Ивановское                |
| 75  | Крестниково               | деревня | ↗38       | Клязьминское              |
| 76  | Крестниково               | посёлок | ↗310      | Клязьминское              |
| 77  | Крутово                   | село    | ↘414      | Новосельское              |
| 78  | Крячково                  | деревня | ↗54       | Малыгинское               |
| 79  | Кувезино                  | деревня | ↗25       | Клязьминское              |
| 80  | Куземино                  | деревня | →0        | Клязьминское              |
| 81  | Кузнечиха                 | деревня | ↗150      | Малыгинское               |
| 82  | Кусакино                  | деревня | ↗10       | Малыгинское               |
| 83  | Любец                     | село    | ↗21       | Новосельское              |
| 84  | Макарово                  | деревня | ↗41       | Ивановское                |
| 85  | Малыгино                  | посёлок | ↘2078     | Малыгинское               |
| 86  | Малые Всегодичи           | село    | ↗52       | Малыгинское               |
| 87  | Малышево                  | село    | ↗186      | Малыгинское               |
| 88  | Мальчиха                  | деревня | ↗2        | Клязьминское              |
| 89  | Маринино                  | село    | ↗67       | Новосельское              |
| 90  | Мартемьяново              | деревня | ↘10       | Новосельское              |
| 91  | Марьино                   | село    | ↘37       | Новосельское              |
| 92  | Медынцево                 | деревня | ↗48       | Новосельское              |
| 93  | Мелехово                  | пгт     | ↘6560     | посёлок Мелехово          |
| 94  | Милиново                  | село    | ↘5        | Новосельское              |
| 95  | Мисайлово                 | деревня | ↗6        | Клязьминское              |
| 96  | Мицино                    | деревня | ↗31       | Клязьминское              |
| 97  | Мордвины                  | деревня | ↗51       | Ивановское                |
| 98  | Мошачиха                  | деревня | ↗33       | Клязьминское              |
| 99  | Нерехта                   | посёлок | ↘372      | Новосельское              |
| 100 | Никитино                  | деревня | ↗10       | Новосельское              |
| 101 | Новинки                   | деревня | ↘14       | Ивановское                |
| 102 | Новоберёзово              | деревня | ↗12       | Ивановское                |
| 103 | Новое                     | село    | ↗8        | Ивановское                |
| 104 | Новый                     | посёлок | ↘813      | Новосельское              |
| 105 | Обращиха                  | деревня | ↗36       | Клязьминское              |
| 106 | Овсянниково               | деревня | ↗30       | Клязьминское              |
| 107 | Осипово                   | село    | ↗225      | Клязьминское              |
| 108 | Отруб                     | деревня | ↗26       | Ивановское                |
| 109 | Павловское                | село    | ↘292      | Ивановское                |
| 110 | Пакино                    | посёлок | ↘2654     | Малыгинское               |
| 111 | Пантелеево                | село    | ↗269      | Клязьминское              |
| 112 | Панюкино                  | деревня | ↗35       | Малыгинское               |
| 113 | Патрикеево                | деревня | ↗27       | Новосельское              |
| 114 | Первомайский              | посёлок | ↘1039     | Новосельское              |
| 115 | Пересекино                | деревня | ↗15       | Новосельское              |
| 116 | Пестово                   | деревня | ↘32       | Новосельское              |
| 117 | Петровское                | деревня | →0        | Клязьминское              |
| 118 | Плосково                  | деревня | ↗34       | Клязьминское              |
| 119 | Плохово                   | деревня | ↗3        | Ивановское                |
| 120 | Побочнево                 | деревня | ↗31       | Малыгинское               |
| 121 | Погорелка                 | деревня | ↗41       | Клязьминское              |
| 122 | Погост                    | деревня | ↘122      | Новосельское              |
| 123 | Подлесная Андреевка       | деревня | →0        | Ивановское                |
| 124 | Полевая                   | деревня | ↗36       | Малыгинское               |
| 125 | Прудищи                   | деревня | ↗7        | Клязьминское              |
| 126 | Пустынка                  | деревня | ↗34       | Малыгинское               |
| 127 | Репники                   | деревня | ↗22       | Клязьминское              |
| 128 | Рогозиниха                | деревня | ↘25       | Малыгинское               |
| 129 | Русино                    | село    | ↗58       | Новосельское              |
| 130 | Ручей                     | деревня | ↗1155     | Малыгинское               |
| 131 | Рябинницы                 | деревня | ↗8        | Клязьминское              |
| 132 | Сажино                    | деревня | ↗32       | Новосельское              |
| 133 | санатория имени Абельмана | посёлок | ↘133      | Клязьминское              |
| 134 | Санниково                 | село    | ↘319      | Клязьминское              |
| 135 | Сельцо                    | деревня | ↗33       | Клязьминское              |
| 136 | Сенино                    | деревня | ↗43       | Новосельское              |
| 137 | Сенинские Дворики         | деревня | ↘18       | Новосельское              |
| 138 | Сергейцево                | деревня | ↗252      | Малыгинское               |
| 139 | Серково                   | деревня | ↗4        | Ивановское                |
| 140 | Сингорь                   | деревня | ↗11       | Малыгинское               |
| 141 | Скоморохово               | деревня | ↗39       | Клязьминское              |
| 142 | Смехра                    | деревня | ↗54       | Малыгинское               |
| 143 | Смолино                   | село    | →377      | Ивановское                |
| 144 | Старая                    | деревня | ↘411      | Клязьминское              |
| 145 | Степаново                 | деревня | ↗26       | Клязьминское              |
| 146 | Сувориха                  | деревня | ↗13       | Клязьминское              |
| 147 | Суханиха                  | деревня | ↘31       | Новосельское              |
| 148 | Сычёво                    | деревня | ↘11       | Новосельское              |
| 149 | Тетерино                  | деревня | ↗21       | Малыгинское               |
| 150 | Троицко-Никольское        | село    | ↗67       | Новосельское              |
| 151 | Уваровка                  | деревня | ↘84       | Ивановское                |
| 152 | Фатьяново                 | деревня | ↗10       | Клязьминское              |
| 153 | Федюнино                  | деревня | ↗16       | Клязьминское              |
| 154 | Филино                    | посёлок | ↘131      | Клязьминское              |
| 155 | Хватачево                 | деревня | ↗38       | Малыгинское               |
| 156 | Хорятино                  | деревня | ↗35       | Клязьминское              |
| 157 | Цепелёво                  | деревня | ↗34       | Клязьминское              |
| 158 | Ченцы                     | деревня | ↗2        | Ивановское                |
| 159 | Ченцы                     | деревня | ↗40       | Клязьминское              |
| 160 | Черемха                   | деревня | ↗16       | Клязьминское              |
| 161 | Чернево                   | деревня | ↘1        | Новосельское              |
| 162 | Черноситово               | деревня | ↗39       | Новосельское              |
| 163 | Чурилово                  | деревня | →0        | Новосельское              |
| 164 | Шевинская                 | деревня | ↘248      | Ивановское                |
| 165 | Шиловское                 | деревня | ↗34       | Ивановское                |
| 166 | Ширилиха                  | деревня | ↗37       | Клязьминское              |
| 167 | Широково                  | деревня | ↗25       | Малыгинское               |
| 168 | Шмелёво                   | деревня | ↗39       | Малыгинское               |
| 169 | Шушерино                  | деревня | ↗41       | Малыгинское               |
| 170 | Щиброво                   | деревня | ↗4        | Ивановское                |
| 171 | Эсино                     | деревня | ↗213      | Ивановское                |
| 172 | Юдиха                     | деревня | ↗74       | Клязьминское              |
| 173 | Юрино                     | деревня | ↗85       | Клязьминское              |

В декабре 2019 году образован новый населенный пункт — посёлок Доброград.

## Транспорт
Через район проходит федеральная автомобильная дорога М7 «Волга», связывающая Москву и Нижний Новгород, железные дороги на Иваново и на Муром.

## Археология
У деревень Шашово и Федотово были обнаружены могильники фатьяновской культуры начала второй четверти II тыс. до н. э. На реке Нерехта у деревни Сенинские Дворики раскопан курганный могильник абашевской культуры (сер. II тыс. до н. э.).